# Jan Fryderyk Denhoff
Jan Fryderyk Denhoff herbu własnego (zm. po 1660 roku) – ciwun wileński od 1646 roku, starosta starogardzki, od 1659 starosta lucyński, pułkownik Jego Królewskiej Mości.

## Życiorys
W 1648 roku był elektorem Jana II Kazimierza Wazy z województwa inflanckiego.